# Mokambo (schip, 1959)
Het Belgische motorvrachtschip Mokambo (het tweede met die naam) behoorde tot de vloot van de C.M.B. Compagnie Maritime Belge). Het eerste schip met die naam verging op 2 mei 1943 nadat ze op 1 mei getorpedeerd werd door de U-515 van Werner Henke. De voormalige Mokambo, gebouwd in 1938 voer toen mee met konvooi TS-37.

## Geschiedenis
De cargo was 9.099 ton en werd in 1959 gebouwd door de Cockerill Yards in Hoboken bij Antwerpen.
Het had een rood-oranje kleurige romp met een witte bovenbouw en een korte beigekleurige schoorsteen. Het vrachtschip bezat drie omgekeerde V-masten met gezamenlijk 12 laadbomen. De Mokambo klonk Afrikaans en dat was ook haar reisroute van Antwerpen naar Matadi, Boma of Lobitho in Congo. Ze bleef varen net als haar zusterschepen de Rubens en Teniers, Breughel, (de Schildersboten) en andere schepen van deze koopvaardijvloot, tot het einde van de jaren 70.
In de '80 bleven ze twee per twee, zij aan zij, gemeerd in de zuidhoek van de Kattendijkdok liggen, ter afwachting van scheepskopers.
Enkele schepen zijn naar het toenmalige Zaïre vertrokken om onder de Zaïrese, (nu Congolese) rederij C.M.Z. (Compagnie Maritime Zaïre) te varen. Sommige "Schildersschepen" werden niet verkocht en gingen uiteindelijk naar de sloop.